# Tweede Kamerverkiezingen 1986/Kandidatenlijst/SAP
De kandidatenlijst voor de Tweede Kamerverkiezingen 1986 van de Socialistiese Arbeiderspartij was als volgt:

## De lijst
1. Anneke Meijsen - 2.647 stemmen
2. Ernst van Lohuizen - 105
3. Willem Bos - 110
4. Wineke 't Hart - 63
5. Jeroen Zonneveld - 60
6. Robert Went - 25
7. Karin Vos-Schuurman - 29
8. Klaas Zwart - 23
9. Frans van der Vlugt - 37
10. Sabine Kraus - 35
11. Wim Schul - 21
12. Rob Marijnissen - 12
13. Patrick van der Voort - 37
14. Patrick van Klink - 16
15. Lot van Baaren - 18
16. Claudia Teunissen - 28
17. Ruud van Zeventer - 17
18. Rola Jansen - 25
19. Wim Baltussen - 14
20. Rein van der Horst - 10
21. Kees Hoogesteger - 10
22. Koen Zonneveld - 20
23. Karel ten Haaf - 19
24. Ulie van der Klooster - 8
25. Jet van Rijswijk - 16
26. Rene Kielder - 20
27. Els van Kleef - 11
28. Rinie Meertens - 10
29. Anneke van Kleef - 31
30. Lejo Goertz - 157

PvdA · CDA · VVD · D66 · PSP · SGP · CPN · PPR · RPF · GPV · EVP · AR'85 · Centrumdemocraten · Federatieve Groenen · VCN · Centrumpartij · PGI · SP · Partij voor Ambtenaren en Trendvolgers · Lijst 19 (kieskring 9) · God Met Ons · Partij voor de Middengroepen · Loesje · Humanistische Partij · SAP · Partij Algemeen Belang · Lijst 27
1981 · 1986 · 1989 · 1994